# 暗黑獵殺者
《暗黑獵殺者》（英語：Dark City: The Cleaner）是一部根據紐西蘭作家保羅·克里夫 (Paul Cleave) 2006 年小說《清潔工》(The Cleaner) 改編的犯罪題材電視劇。本劇由約翰·巴尼特 (John Barnett) 和克洛伊·史密斯 (Chloe Smith) 聯合製作，高漢·霍洛威 (Cohen Holloway) 和切爾西·弗洛倫斯 (Chelsie Florence) 主演，分別飾演兩位主角喬·米德爾頓 (Joe Middleton) 和梅麗莎·弗勞爾斯 (Melissa Flowers)。
《暗黑獵殺者》 於 2024 年 3 月 4 日在 Neon、Sky Go 和 SoHo 首播。並於2024年8月23日在 Now TV 的 Now Studio 自選服務上架。

## 製作
《暗黑獵殺者》 於 2023 年 2 月 27 日在紐西蘭基督城開機拍攝，預計於 2023 年 5 月完成。據 Screen Canterbury NZ 經理佩特里娜·德羅薩里奧 (Petrina D'Rozario) 表示，該劇在 100 天的製作期間僱用了 100 名工作人員，並在坎特伯雷地區投入了 350 萬紐西蘭元進行拍攝。[1] 基督城市長菲爾·莫格 (Phil Mauger) 於 2023 年 3 月 27 日參觀了拍攝現場。

## 迴響
香港著名藝人鄭裕玲於8月22日電台節目《口水多過浪花》介紹本劇，並給予正面評價。